# Till Death Do Us Part (Deicide)
Till Death Do Us Part è il nono album in studio del gruppo musicale statunitense Deicide, pubblicato il 28 aprile 2008 dalla Earache Records.
Le prime copie del cofanetto vennero vendute con all'interno una patch di stoffa che riportava la scritta "Glen Benton for President". Venne distribuita anche un'edizione limitata del disco in vinile in diverse colorazioni. La copertina è tratta dal quadro La donna e la Morte di Hans Baldung.

## Tracce
1. The Beginning of the End – 3:40
2. Till Death Do Us Part – 4:14
3. Hate of All Hatreds – 3:53
4. In the Eyes of God – 4:53
5. Worthless Misery – 4:59
6. Severed Ties – 4:01
7. Not as Long as We Both Shall Live – 5:05
8. Angel of Agony – 3:29
9. Horror in the Halls of Stone – 6:24
10. The End of the Beginning – 1:40

## Formazione
- Glen Benton – voce, basso
- Jack Owen – chitarra
- Ralph Santolla – chitarra
- Steve Asheim – batteria